# ون ویجک (دهانه)
.ون ویجک یک دهانه برخوردی در ماه‌ است.